# HD 97271
HD 97271，又名CP-57 4387，SAO 238839、HR 4342，是一颗恒星，视星等为6.88，位于銀經290.09，銀緯1.89，其B1900.0坐标为赤經11h 6m 35.5s，赤緯-57° 1.89′ 45″。